# 圖爾維爾 (加利福尼亞州)
圖爾維爾（英語：Tooleville）是位於美國加利福尼亞州圖萊里縣的一個人口普查指定地區。

## 地理
圖爾維爾的座標為36°17′16″N 119°06′56″W / 36.28778°N 119.11556°W，而該地最高點為海拔高度121米（即397英尺）。

## 人口
根據2010年美國人口普查的數據，圖爾維爾的面積為0.173平方千米，當中陸地面積為0.173平方千米，而水域面積為0.000平方千米。當地共有人口339人，而人口密度為每平方千米1,959人。